# Fisking
Fisking es un extranjerismo acuñado originalmente en inglés en 2001, pero usado también en español, que denota la respuesta escrita, oración por oración o párrafo por párrafo, con hechos o argumentos que contradicen a un texto original. The Guardian pintorescamente lo define como "la práctica de aniquilar un argumento y esparcir los jirones por los cuatro rincones de Internet."
El filólogo William Safire de The New York Times, citando a un editor de Newsweek, definió el gerundio fisking usando el infinitivo del verbo to fisk.

## Origen
Fisking es un epónimo del fallecido autor Robert Fisk, a quien otros autores con cierta frecuencia le respondían vía fisking por juzgarlo merecedor de este tipo de respuesta, o por considerarlo una fácil diana.
Rose Wild, editora del The Times, avaló en 2020 la definición y origen en el Oxford English Dictionary: fiskear es «refutar una a una las aseveraciones hechas en un artículo u otro escrito», y proviene del «temprano s. XXI del periodista británico Robert Fisk cuyos artículos han sido refutados punto por punto por diversos bitacoristas».

## Uso en castellano
Se ha propuesto tanto en México como en España el verbo fiskear como hispanización del gerundio inglés fisking. Se ha usado también el sustantivo fiskiada.
Algunos autores han incorporado el fisking en sus libros.  Según Daniel Gascón, por ejemplo, Ignacio Sánchez-Cuenca en su libro La desfachatez intelectual usó el fisking. Patricio Pron lo usó como herramienta estilística en su novela El espíritu de mis padres sigue subiendo en la lluvia.
Carlos Sánchez Almeida describió en El Mundo a Arcadi Espada como un «maestro» de la práctica del fisking; una docena de años más tarde, en 2022, lo mismo hizo Belén Picornell. Salvador Sostres hizo un fisking de la letra de Imagine de John Lennon; calificó El País de «polémicos» los comentarios de Sostres.
En 2018, Cayetana Álvarez de Toledo publicó en El Mundo "un fisking al manifiesto avalado por la jefa de opinión de El País", que acabó citado por otros.  Otros autores de habla hispana que usan el término incluyen a Santiago González, Jorge Ferrer, la firma Boiron, Maite Pagazaurtundúa y Beatriz Becerra, etc.

## Uso en otros medios
En 2014, el artista plástico español Leonard Giovannini propuso llamar forgesing al fisking gráfico, en honor de Forges.  En 2021, National Review extendió el término al video, al llamar a un cortometraje en Youtube un «video fisking.»